# Clayton Bennett
Clayton "Clay" Ike Bennett (nascut el 1959) és un home de negocis estatunidenc, president del consell d'administració de Professional Basketball Club LLC, el grup empresarial propietari dels Oklahoma City Thunder, una franquícia de l'NBA que era anteriorment els Seattle SuperSonics. Bennett també és el president del consell d'administració de la companyia Dorchester Capital Corporation, amb seu a Oklahoma City.